# Cleora panarista
Cleora panarista là một loài bướm đêm trong họ Geometridae.